# 范方平
范方平（1945年—），山东泰安人，汉族，中华人民共和国政治人物、第十一届全国人民代表大会福建地区代表。
毕业于北京政法学院法律系政法专业，是中共党员。2008年，担任全国人大法律委员会委员，中国监狱学会会长。